# 新相良駅
新相良駅（しんさがらえき）は、かつて静岡県榛原郡相良町福岡（現・牧之原市波津）にあった、静岡鉄道駿遠線の駅である。

## 当時の様子
駅から100mほど北東（藤枝寄り）に戻ったところに、相良でも人通りの多かった栄丁商店街があり、乗降客は結構あったが、駅周辺はいかにも村外れといった感じで、その先は雑木林になっており、夜間などはとりわけ寂しかった。

## 歴史
- 1926年（大正15年）4月27日 - 藤相鉄道 相良 - 地頭方 間 5.9kmが開業と同時に開設。開業当時は相良新駅と称した。
- 1943年（昭和18年）5月15日 - 藤相鉄道・中遠鉄道・静岡電気鉄道などが戦時統合により、静岡鉄道藤相線の駅となる。
- 1948年（昭和23年）9月8日 - 地頭方 - 池新田 間 7.1kmが開業により静岡鉄道駿遠線の駅となる。
- 1956年（昭和31年）1月1日 - 新相良駅に改称。
- 1968年（昭和43年）8月21日 - 大井川 - 堀野新田 間 23.9kmが廃止と共に廃駅。

## 隣の駅
静岡鉄道駿遠線
相良駅 - 新相良駅 - 波津駅

## 現在の様子
2020年10月24日までは駅の跡地はしずてつジャストラインの相良営業所に転用されていた（バス停名は「相良営業所」）。